# Rhopalopsole apicispina
Rhopalopsole apicispina är en bäcksländeart som beskrevs av Yang, D. och C. Yang 1991. Rhopalopsole apicispina ingår i släktet Rhopalopsole och familjen smalbäcksländor. Inga underarter finns listade i Catalogue of Life.